# Chrystia Freeland
Christina (Chrystia) Alexandra Freeland, född 2 augusti 1968 i Peace River i Alberta, är en kanadensisk politiker. Hon representerar Kanadas liberala parti.
Freeland har examen i rysk historia från Harvard University och i Slavistik från Oxfords universitet. Hon arbetade som journalist till 2013 då hon invaldes i Kanadas parlament. När Justin Trudeau tillträdde som premiärminister 2015 utnämndes hon till handelsminister. Från 2017 till 2019 var hon utrikesminister. Sedan 2019 är Freeland biträdande premiärminister och minister för regeringssamarbete med provinser och territorier (Minister of Intergovernmental Affairs).